# الشركة المتحدة الدولية للمواصلات
الشركة المتحدة الدولية للمواصلات وتعرف تجارياً بـ بدجت السعودية  هي شركة مساهمة سعودية، تأست في السابع عشر من ديسمبر عام 1978، برأس مال يبلغ مئة وثلاثة وثمانين مليون ريال سعودي، يتمثل نشاط الشركة في تأجير السيارات بموجب عقد امتياز من شركة بدجت العالمية لتأجير السيارات، وتمتلك الشركة أكبر أسطول من سيارات التأجير في منطقة الشرق الأوسط وشمال أفريقيا.

## أعضاء مجلس الإدارة
- رئيس مجلس الإدارة: عبد الإله عبد الله محمود زاهد
- عضو: عبد الرحمن خالد عبد الله الدبل
- عضو: خالد عبد الله خالد الدبل
- عضو: وفاء هاشم يوسف زواوي
- عضو: باسم عبد الله عبد الرحمن عالم
- عضو: أسامه سعد محمد الحداد
- عضو: فهد يوسف محمود زاهد
- المدير: فواز عبد الله أحمد دانش